# Ludvík Čelanský
Ludvík Čelanský ili punim imenom Ludvík Vítězslav Čelanský (Beč, 17. srpnja 1870. – Prag, 21. listopada 1931.) bio je češki dirigent i skladatelj, osnivač i prvi šef dirigent Češke filharmonije.

## Životopis
Ludvík Čelanský se rodio u Beču 17. srpnja 1870. godine. Njegov otac, Jan Čelanský, radio je kao kapelnik u češkom mjestu Horní Krupá. Ubrzo nakon rođenja, Ludvíkova obitelj se seli u Češku. Čelanský je u mjestu Havlíčkův Brod pohađao gimnaziju, a od 1887. do 1891. učiteljski institut u Kutnoj Hori. Nakon studija, radio je na jednu godinu kao učitelj u Dolnoj Krupi. Nakon toga, 1892. godine odlazi na Praški konzervatorij, gdje je do 1894. studirao skladanje u klasi profesora K. Steckera. Pohađao je i dramsku školu Narodnog kazališta u Pragu. Radio je kao kapelnik operne kuće u Plzeňu do 1895., a u Zagrebu od 1898. do 1899. Povratkom u Češku, postao je treći kapelnik Orkestra Narodnog kazališta u Pragu. Krajem 1900. godine na tom ga je mjestu naslijedio Karel Kovařovic.
Nakon što je izgubio posao kapelnika u Češkoj, odlazi u ukrajinski Lavov, gdje je osnovao opernu kuću. No, već 1901. godine se vraća u Ćešku i zajedno s članovima Narodnoga kazališta osniva Češku filharmoniju. Ubrzo nakon osnivanja, administrativno vodstvo orkestra prepušta violinistu Oskaru Nedbalu i vraća se u Lavov, gdje osniva drugu instituciju - Lavovsku filharmoniju (1902. – 1904.). Bio je umjetnički voditelj opernih kuća u Krakówu i Łódźu, a od 1904. do 1906. bio je šef dirigent filharmonija u Kijevu i Varšavi. 1907. je osnovao opernu kuću u okrugu Vinohrady blizu Praga. Kasnije je postao voditelj Kazališta Apollo u Parizu (od 1909.). Zahvaljujući poznatim izvedbama djela Jacquesa Offenbacha, postao je i počasni član Francuske akademije. Tijekom prvog svjetskog rata odbio je položaj umjetničkog voditelja operne kuće u New Yorku. Nakon proglašenja Čehoslovačke 1918. godine ponovno je postao šef dirigent Češke filharmonije, ali je ubrzo bio zamijenjen  Václavom Talichom. Svoje posljednje godine života proveo je u Pragu, radeći kao profesor glazbe. Prije svoje smrti 1931. godine, s članovima Narodnoga kazališta snimio je dvije izvedbe Dvořákovih Slavenskih plesova.